# Пулітцерівська премія за роз'яснювальний репортаж
Пулітцерівська премія за роз'яснювальний репортаж (англ. Pulitzer Prize for Explanatory Reporting) — одна з чотирнадцяти номінацій Пулітцерівської премії в галузі журналістики. Вручається за «видатний приклад репортажу, що висвітлює важливий і складний предмет, демонструє майстерність, чіткий стиль письма і зрозумілу подачу, використовує будь-який доступний журналістський інструмент». 1985 року премію створили як Пулітцерівську премію за роз'яснювальну журналістику (англ. Pulitzer Prize for Explanatory Journalism), і 1998 року перейменували в Пулітцерівську премію за роз'яснювальний репортаж (англ. Pulitzer Prize for Explanatory Reporting).

## Лауреати премії

### 1980-ті
- 1985 — Джон Франклін[en], газета «Балтімор Івнінґ Сан[en]», за його серію з семи статей «The Mind Fixers» про нову науку під назвою «молекулярна психіатрія».
- 1986 — Штат газети Нью-Йорк Таймз, за всеохопну серію з семи частин про Стратегічну оборонну ініціативу, де вивчались наукові, політичні та зовнішньополітичні питання, пов'язані з «Зоряними війнами».
- 1987 — Джефф Ліон[en] та Пітер Горнер, газета Чикаґо Триб'юн, за серію статей про перспективи генної терапії, де вивчись наслідки цього інноваційного лікування.
- 1988 — Деніел Герцберг та Джеймс Б. Стюарт[en], Волл-стріт джорнел, за розповіді про інвестиційного банкіра, звинуваченого в інсайдерській торгівлі, і про переломний день після 19 жовтня 1987 року[en], коли настав крах фондового ринку.
- 1989 — Девід Геннерс, Вільям Снайдер[en] та Карен Блессен[en], Даллас Морнінґ Ньюз[en], за спеціальний репортаж про авіакатастрофу 1986 року, подальше розслідування та наслідки для безпеки польотів.

### 1990-ті
- 1990 — Девід А. Вайс[en] та Стів Колл[en], Вашинґтон пост, за історії, які вивчають Комісію з цінних паперів і бірж і те, як її політику порушив колишній голова, Джон Шад.
- 1991 — Сьюзен Фалуді[en], Волл-стріт джорнел, за репортаж про фінансування викупу[en] компанії Safeway Stores, Inc. шляхом великих фінансових операцій людським коштом.
- 1992 — Роберт С. Кейперс[en] та Ерік Ліптон[en], газета Гетфорд Курант[en], за серію про дефектний космічний телескоп Габбл, що проілюструвала багато проблем, пов'язаних з космічною програмою Америки.
- 1993 — Майк Тонер[en], Атланта Джорнел-Констіт'юшн[en], за серію «When Bugs Fight Back», де вивчали зниження ефективності антибіотиків і пестицидів.
- 1994 — Рональд Котулак, газета Чикаго Триб'юн, за його чітке висвітлення поточних подій у неврології.
- 1995 — Леон Даш[en] та Люсіан Перкінс[en], газета Вашинґтон пост, за їх висвітлення боротьби сімей в окрузі Колумбія з деструктивними циклами бідності, неграмотності, злочинності та зловживання наркотиками.
- 1996 — Лорі Ґарретт[en], газета Ньюздей, за її відважні повідомлення з Заїру про епідемію вірусу Ебола.
- 1997 — Майкл Вітес[en], Ейпріл Саул[en] та Рон Кортес, газета Філадельфія Інквайрер, за серію статей про вибір, що був перед критично хворими пацієнтами, які намагалися померти з гідністю.
- 1998 — Пол Салопек[en], газета Чикаґо Триб'юн, за просвітницький огляд проекту «Різноманітність генома людини», метою якого було визначення генетичних зв'язків між усіма людьми.
- 1999 — Річард Рід[en], Орегоніан[en], за яскраву ілюстрацію внутрішнього впливу азійської економічної кризи через профілювання місцевої промисловості, що експортує заморожену картоплю-фрі.

### 2000-ні
- 2000 — Ерік Ньюгаус[en], газета Ґрейт Фоллз Триб'юн[en], за яскраве дослідження зловживання алкоголем та проблеми, що він породжує в суспільстві.
- 2001 — Штат газети Чикаґо Триб'юн, за серію публікацій «Gateway to Gridlock» — чіткий та блискучий образ хаотичної американської системи повітряного руху.
- 2002 — Штат газети Нью-Йорк таймз, за інформативну та детальну звітність про глобальну мережу терористів і загрози, які вона несла, до і після нападів на Америку 11 вересня.
- 2003 — Штат газети Волл-стріт джорнел, за чіткі, короткі і всеохопні історії, які висвітлювали походження, важливість та вплив корпоративних скандалів в Америці.
- 2004 — Кевін Геллікер[en] та Томас М. Бертон, газета Волл-стріт джорнел, за їх новаторську експертизу аневризм, які часто пропускають під час терапії, що вбивають тисячі американців щороку.
- 2005 — Гарет Кук[en], газета Бостон ґлоуб, за доступні й людяні пояснення складних наукових та етичних аспектів досліджень стовбурових клітин.
- 2006 — Девід Фінкель[en], газета Вашинґтон пост, за амбітне, чітке дослідження ситуації зі спробою уряду США запровадити демократію в Ємені.
- 2007 — Кеннет Р. Вайс[en], Уша Лі Макфарлінґ[en] та Рік Луміс, газета Лос-Анджелес Таймз, за їх детальний звіт про лиха світового океану, що розповідає історію у пресі та Інтернеті, яка викликала резонанс серед читачів і офіційних осіб.
- 2008 — Емі Гармон[en], газета Нью-Йорк таймз, за чудове вивчення дилем та етичних питань, що супроводжують тестування ДНК, та використання людських історій для загострення репортажу.
- 2009 — Беттіна Боксолл[en] та Джулі Карт[en], газета Лос-Анджелес Таймз, за їх нове та копітке дослідження затрат та ефективності спроб боротьби з усе більшою загрозою лісових пожеж на заході Сполучених Штатів.

### 2010-ті
- 2010 — Майкл Мосс[en] та штат газети Нью-Йорк таймз, за невтомне звітування про заражені гамбургери та інші питання безпеки харчових продуктів, що, у друкованих та онлайн виданнях, виявило недоліки у федеральному законодавстві й призвело до покращених процедур. (Перенесена Радою з категорії Дослідницька звітність.)
- 2011 — Марк Джонсон, Кетлін Ґаллахер[en], Гері Портер, Лу Сальдівар та Елісон Шервуд, газета Мілвокі Джорнел Сентінел[en], за їх яскраве дослідження героїчної спроби використати генетичну технологію для порятунку 4-річного хлопчика, що нездужав на таємничу хворобу, розказане словесно, за допомогою графіки, відео та іншими засобами.
- 2012 — Девід Кочєнєвскі[en], газета Нью-Йорк таймз, за яскраву серію статей, де він заглибився в правову плутанину, щоб пояснити, як багаті громадяни та корпорації країни часто використовували лазівки і уникали податків.
- 2013 — Штат газети Нью-Йорк таймз, за проникливий погляд на бізнес-практику компанії Apple та інших технологічних компаній, що ілюструє темний бік змін глобальної економіки для їх робітників і споживачів.
- 2014 року — Елі Саслоу[en], газета Вашинґтон пост, за його тривожні та проникливі повідомлення про поширення продовольчих талонів в Америці в часі після рецесії, стимулюючи читачів боротися з проблемами бідності та перебування на держзабезпеченні.
- 2015 — Захарі Р. Мідер[en], газета Блумберґ Ньюз, за копітке, зрозуміле та цікаве пояснення того, як багато американських корпорацій ухиляється від податків та чому законодавцям і регулятивним органам складно їх зупинити.
- 2016 — Т. Крістіан Міллер[en], ГО Про-Публіка, та Кен Армстронґ[en], проект "Маршалл"[en], за приголомшливе дослідження та викриття постійних невдач правоохоронних органів у розслідуванні належним чином повідомлень про зґвалтування та осмислення травмуючих наслідків для його жертв.
- 2017 — Міжнародний консорціум журналістів-розслідувачів, Компанія Мак-Клечі[en] та Маямі Гералд, за панамські документи — серію публікацій, над якими працювало понад 300 журналістів на шести континентах[3], щоб виявити приховану інфраструктуру та глобальний масштаб офшорих податкових гаваней.[4]
- 2018 — Штати газет Аризона Репаблік та телемережі USA Today, за яскраві і своєчасні репортажі, що майстерно поєднували текст, відео, подкасти та віртуальну реальність, для дослідження з різних поглядів труднощів та непередбачуваних наслідків щодо виконання обіцянки президента Дональда Трампа побудувати стіну вздовж кордону США з Мексикою.
- 2019 — Девід Барстоу, Сюзанна Крейг і Расс Бюттнер, газета Нью-Йорк таймз, за півтора року розслідувань фінансової системи президента Дональда Трампа, які спростували його заяви про самостійно зароблений статок. До того ж, журналістське розслідування дозволило з'ясувати, що Дональд протягом довгого часу ухилявся від сплати частини податків.[5]